# 飯島吉晴
飯島 吉晴（いいじま よしはる、1951年1月7日 - ）は、日本の民俗学者、天理大学名誉教授。歴史文化学科考古学・民俗学専攻。

## 来歴
千葉県生まれ。1974年東京教育大学文学部史学科卒、1982年筑波大学大学院歴史・人類学研究科文化人類学専攻博士課程単位取得満期退学。同助手、講師を経て1989年天理大学文学部助教授、1997年教授。2016年3月退官。

## 著書
- 笑いと異装 海鳴社 1985
- 竈神と厠神 異界と此の世の境 人文書院 1986。講談社学術文庫 2007
- 子供の民俗学 子供はどこから来たのか 新曜社 1991
- 一つ目小僧と瓢箪 性と犠牲のフォークロア 新曜社 2001

編纂
- 民話の世界 常民のエネルギー 有精堂出版 1990（日本文学研究資料新集）
- 幸福祈願 編 ちくま新書 1999
- 日本の民俗8 成長と人生　宮前耕史・関沢まゆみ共著 吉川弘文館 2009

## 論文
- CiNii>飯島吉晴